# 石坂荘作

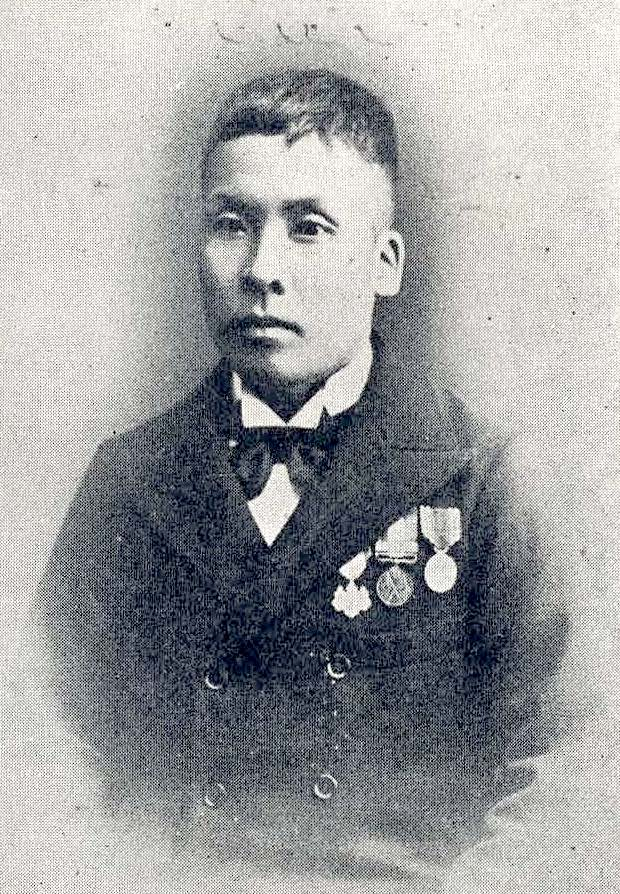
石坂 荘作

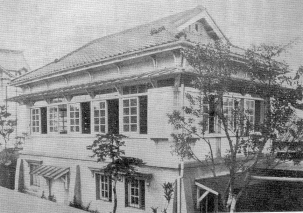
石坂文庫外観

石坂 荘作（いしざか そうさく、1870年4月6日（明治3年3月6日） - 1940年（昭和15年））は、日本の実業家・教育家・慈善家・社会事業家。台湾で活躍。台湾初となる私立の図書館「石坂文庫」を創設し、台北州議會議員、基隆夜學會の校長を務めた。「基隆の聖人」とか「台湾図書館の父」と呼ばれる。自著『臺灣古代文化の謎』では「圖南」（読みは「となん」であろう）と号した。

## 生涯
石坂荘作は、1870年（明治3年）に日本の群馬県吾妻郡原町（現東吾妻町）で生まれた。原町小学校を卒業後、同地や水戸で漢学を学ぶ。原町小学校教員、近衛工兵中隊隊員を経験する。1896年（明治29年）3月にフィリピンへ向かう途中に立ち寄った台湾で、創刊間もない『台湾日日新報』の記者になった。1899年（明治32年）11月、基隆に居を定め、度量衡に関連する機材やタバコを販売する個人商店「石坂商店」を経営した。以後、1940年に亡くなるまでの40年間、事業を継続しながら基隆や台北地域の行政、産業、教育、衛生、社会、文化の発展に尽力した。
教育方面において、石坂が行ったこととしては、夜間学校の設立と図書館の設立がある。1903年（明治36年）2月、石坂は、財力と時間のない台湾の青少年が学ぶための私立夜間学校「基隆夜學會」を設立した。校是は、「以白天從事於勞動」であった。宇治郷毅によると、基隆夜學會の経営は石坂畢生の事業であり、自身が亡くなる1940年まで苦心して経営を続けた。石坂の没後は「基隆商業專修學校」に改称して存続していたが、基隆を攻撃対象にしたアメリカ軍の爆撃により、校舎、設備、資料文書のすべてが焼失した。
1909年（明治42年）には、地域社会住民に無料で図書を貸し出す私設図書館、「石坂文庫」を創立し、開館した。1901年には官民有志十数人により、台湾初の図書館「臺灣文庫」（蔵書5600冊）が設立されていたが1906年には廃館しており、台北地域は図書館空白地帯となっていた。このような地域社会の状況の中、石坂は基隆夜學會の在校生のために石坂文庫の開館を決めた。
1919年（大正8年）には「基隆婦人會」を設立し、1930年には「和洋裁縫講習所」を設立した。婦人会では、台湾女性の社会的地位の向上を目的として、小学校を卒業した女性に日本式の洋裁や手工芸の技術を伝習させることが行われた。和洋裁講習所は石坂の没後は政府に移管され、1943年に基隆市立家政女學校に改称し存続したが、日本の敗戦に伴い廃校となった。
石坂は1930年に『天勝つ乎人勝つ乎―台北洪水の惨禍と治水策』を著し、1895年から1929年までの35年間において、台北地域では2年ごとに重大な台風洪水の被害に見舞われてきた状況を紹介し、治水策の実施を日本政府や民間に訴えた。本書の中では石門峡がダム建設に適地であることが指摘されており、ここにダムを築き桃園台地まで灌漑すれば水利・治水の諸問題を一挙に解決できることが述べられている。石坂の願いは生前に叶えられることはなかったものの、1950年代に台湾政府がアメリカ資本を得て、竣工し、1964年に石門ダムとして実現した。
1933年（昭和8年）に私設の公園、「石坂公園」を設立し、基隆市に捐贈した。石坂公園は、2017年現在は「中正公園」に名称を変え、存続している。
1936年（昭和11年）に石坂は自社の店員の宗壬癸を伴って基隆から東へ行ったところにある貢寮郷に住むバサイ族の老女、潘氏腰（当時78歳）のもとを訪ね、「祝年歌」など3曲のバサイ語歌謠を採録した。新年を寿ぐ祝い歌である「祝年歌」は同年7月1日にラジオ放送により放送された。
石坂荘作は、1940年（昭和15年）、基隆にて逝去した。

## 著作
- 『臺嶋踏査實記』臺北: 臺灣日日新報社、1899年3月
- 『台湾に於ける農民の天国』臺北: 臺灣日日新報社、1915年
- 『北台湾の古碑』1923年
- 『御賜之余香』臺北: 臺灣日日新報社、1926年
- 『天勝つ乎人勝つ乎―台北洪水の惨禍と治水策』1930年[5]
- 『臺灣古代文化の謎』臺北: 臺灣日日新報社、1935年5月[4]

## 研究文獻
- 李汝和、『台灣省通誌卷八同冑志第十冊/平埔族篇』、台灣省文獻委員會、1972年12月30日。
- 王一剛、『凱達格蘭族の蕃歌』、中央研究院民族學研究所、1957年。
- 陳青松，『曠世奇才的石坂莊作』、基隆市文化局、2006年。
- 宇治郷, 毅 (2004). “石坂荘作と「石坂文庫」--日本統治期台湾における先駆的図書館の軌跡を中心に”. 同志社大学図書館学年報 30:  16～40. ISSN 09168850.
- 宇治郷毅『石坂荘作と「基隆夜学校」 : 日本統治期台湾における一私立学校の歩み』八千代、2005年4月。
- 宇治郷毅『石坂荘作の教育事業―日本統治期台湾における地方私学教育の精華』晃洋書房、2013年2月、155頁。ISBN 978-4771024182。

## 関連書
- 手島仁『 群馬地域学研究所叢書① 石坂荘作と顔欽賢　台湾人も日本人も平等に 』上毛新聞社事業局出版部